# Josefina Escobedo
Josefina Escobedo Ramírez (Calvillo, Aguascalientes, 19 de febrero de 1914-Ciudad de México, 13 de mayo de 1997) fue una actriz mexicana.

## Biografía y carrera
Nació en Aguascalientes, México, siendo hija de Jesús Escobedo y Julia Ramírez. Tuvo cinco hermanos: Arnulfo, Cecilia, Fernando, Margarita y Pedro. Comenzó su carrera como actriz en el Teatro de Ulises y actuó en las puestas en escena de la temporada de 1932 a 1934 del Teatro Orientación. Debutó en el cine para adultos a los 20 años en la película Una mujer en venta. Actuó en variadas películas de la Época de oro del cine mexicano como María, El cobarde, Adiós mi chaparrita, Tribunal de justicia, Médico de guardia y La sospechosa, entre muchas otras. Debutó en televisión en la segunda telenovela hecha en México, Gutierritos interpretando a la tía de María Teresa Rivas, la villana de la historia. A partir de aquí destacó mayormente en televisión, participando en más de 25 telenovelas, por nombrar algunas: San Martín de Porres, La gata, Angelitos negros, El amor tiene cara de mujer, Chispita, Guadalupe, Rosa salvaje y Al filo de la muerte.
Se casó con el destacado actor Carlos López Moctezuma con quien permaneció casada hasta la muerte de éste en 1980. Procrearon dos hijos: Josefina y Carlos.
Su último trabajo como actriz fue en la telenovela infantil El abuelo y yo en 1992.

## Muerte
Josefina falleció el 13 de mayo de 1997 tras haber estado hospitalizada en el Hospital Ángeles Roma debido a complicaciones de una Bronquitis crónica agudizada seguido de una insuficiencia renal y una escara sacra infectada, a los 83 años de edad. Sus restos fueron depositados junto a los de su esposo en el Panteón Jardín, en el Lote de la ANDA, en Ciudad de México.

## Filmografía

### Películas
- El amor de María Isabel (1971)
- Los novios (1971) .... Profesora
- La vida de Pedro Infante (1966) .... Refugio
- La sospechosa (1955) .... Isabel, madre de Regina
- Les orgueilleux (1953)
- Ley fuga (1952)
- Traicionera (1950)
- Médico de guardia (1950)
- El gallo giro (1948)
- Bienaventurados los que creen (1946)
- Toros, amor y gloria (1944)
- El espectro de la novia (1943)
- Miente y serás feliz (1940)
- Adiós mi chaparrita (1939)
- Café Concordia (1939)
- María (1938) .... Emma
- La paloma (1937)
- El impostor (1937)
- Judas (1936)
- Hoy comienza la vida (1935)
- Martín Garatuza (1935)
- Sueño de amor (1935)
- Una mujer en venta (1934)

### Telenovelas
- El abuelo y yo (1992) .... Sra. Lizardi
- Al filo de la muerte (1991-1992) .... Emilia
- Balada por un amor (1989-1990)
- Carrusel (1989-1990)
- Rosa salvaje (1987-1988) .... Felipa
- Muchachita (1985-1986) .... Rutila
- Principessa (1984-1986) .... Alcira
- Guadalupe (1984) .... Herminia
- Chispita (1982-1983) .... Directora
- Quiéreme siempre (1981-1982) .... Doña Luz
- Los Miserables (1974) .... Señorita Bautistina
- El honorable señor Valdez (1973-1974) .... Sra. Solís
- El amor tiene cara de mujer (1971-1973) .... Tía Alcira
- El profesor particular (1971) .... Elvira
- La gata (1970-1971) .... Doña Mercedes
- Angelitos negros (1970) .... Carlota y Elisa
- Rubí (1968) .... Madrina de César
- Aurelia (1968)
- Mariana (1968) .... Raquel
- Anita de Montemar (1967) .... Constanza
- Detrás del muro (1967-1968)
- Cita en la gloria (1966)
- La sombra del pecado (1966)
- Gutierritos (1966) .... Tía de Rosa[2]
- San Martín de Porres (1964-1965) .... Doña Isabel
- La desconocida (1963)
- La madrastra (1962)
- Don Bosco (1961)
- Gutierritos (1958)  .... Tía de Rosa